# Vicente Guerrero (Reforma)
Vicente Guerrero es una localidad del municipio de Reforma ubicado en el noroeste del estado mexicano de Chiapas.

## Geografía
La localidad de Vicente Guerrero se sitúa en las coordenadas geográficas 17°53′22″N 93°08′11″O / 17.889444, -93.136389, a una elevación de 19 metros sobre el nivel del mar.

## Demografía
Según el Conteo de Población y Vivienda 2020, efectuado por el Instituto Nacional de Estadística y Geografía, la localidad de Vicente Guerrero tiene 510 habitantes, de los cuales 267 son del sexo masculino y 243 del sexo femenino. Su tasa de fecundidad es de 2.54 hijos por mujer y tiene 124 viviendas particulares habitadas.
| Gráfica de evolución demográfica de Vicente Guerrero entre 1940 y 2020 |
|                                                                        |
| INEGI.                                                                 |